# Schenkelia gertschi
Schenkelia gertschi är en spindelart som beskrevs av Berland, Millot 1941. Schenkelia gertschi ingår i släktet Schenkelia och familjen hoppspindlar. Inga underarter finns listade i Catalogue of Life.